# Витолини (Фиренца)
Витолини је насеље у Италији у округу Фиренца, региону Тоскана.
Према процени из 2011. у насељу је живело 756 становника. Насеље се налази на надморској висини од 185 м.